# Schlumbergera gaertneri
Schlumbergera gaertneri — вид кактусів роду шлюмбергера (Schlumbergera).

## Назва
Вид названо на честь німецького ботаніка Карла Гертнера.

## Поширення
Вид поширений на південному сході Бразилії у штатах Парана та Санта-Катаріна. Росте на деревах (епіфіт) або рідше на скелях (літофіт) у субтропічних дощових лісах. Трапляється на висотах 350—1300 м над рівнем моря.

## Опис
Пагони плоскі, розгалужені, сегментовані, завдовжки до 60 см. Сегменти тьмяно-зелені, 4–7 см завдовжки і 2–2,5 см завширшки, з невеликими вирізами по краях. Колючки відсутні. Квітки з'являються з ареол на вершині останнього (наймолодшого) сегмента. Вони мають яскравий червоний колір і, як правило, численні, довжиною 4–5 см, радіально-симетричні (актиноморфні), відкриваються до форми воронки з максимальним діаметром близько 4–7,5 см. Червоні довгасті плоди утворюються після запліднення квітів.